# El inmigrante latino
El inmigrante latino es una película de humor colombiana de 1980 dirigida y escrita por Gustavo Nieto Roa y protagonizada por Carlos Benjumea, Franky Linero, Gloria Zapata, Rosa Serrano, Jairo Soto, María Margarita Giraldo y Sebastián Ospina. Fue seleccionada como la cinta representativa de Colombia en la categoría "mejor película en idioma extranjero" en la versión No. 53 de los Premios de la Academia, pero finalmente no entró en la lista de nominados.

## Sinopsis
Un compositor colombiano se traslada a Nueva York para desarrollar su carrera artística. Allí encuentra dificultades para subsistir debido a que no puede ejercer su profesión. Cuando se encuentra a punto de renunciar y retornar a su país, conoce a un famoso músico estadounidense que lo contrata como su conductor. Sin embargo, el músico estadounidense no puede presentarse en un concierto debido a su adicción a las drogas, brindando la oportunidad al compositor colombiano para que lo reemplace en el escenario.

## Reparto
- Carlos Benjumea
- Franky Linero
- Gloria Zapata
- Rosa Serrano
- Jairo Soto
- María Margarita Giraldo
- Sebastián Ospina